# Albano Negro
Albano Negro,  né à Chiampo en Italie, le 31 mars 1942 et mort à Thiene le  14 août 1988 est  un cycliste  sur route italien. Professionnel de 1963 à 1968, il a porté le maillot rose du Tour d’Italie pendant 2 jours.

## Carrière
En amateur, il remporte l'Astico-Brenta en 1962. En tant que professionnel, il participe à trois reprises au Tour d’Italie. Il porte le maillot rose pendant deux jours en 1965 et se classe 4e et 7e de deux étapes de cette édition. Il a également terminé dixième du Tour du Piémont en 1965.

## Palmarès
- 1962
  - Astico-Brenta
- 1963
  - Giro del Piave
  - Gran Premio Cementi Zillo

## Résultats sur les Grands tours

### Tour d'Italie
3 participations
- 1965 : 14e,  maillot rose durant 2 jours
- 1966 : 27e
- 1968 : 37e

## Résultats sur les Monuments

### Milan-San - Remo
5 participations
- 1964 : 102e
- 1965 : 65e
- 1966 : 94e
- 1967 : 104e
- 1968 : 77e

### Tour de Lombardie
2 participations
- 1963 : 24e
- 1967 : 25e